# Лош (округ)
Лош (фр. Loches) — округ (фр. Arrondissement) во Франции, один из округов в регионе Центр (регион Франции). Департамент округа — Эндр и Луара. Супрефектура — Лош.
Население округа на 2006 год составляло 49 656 человек. Плотность населения составляет 28 чел./км². Площадь округа составляет всего 1803 км².